# Gran Premio di Francia 1976
Il Gran Premio di Francia 1976 è stata l'ottava prova della stagione 1976 del Campionato mondiale di Formula 1. Si è corsa domenica 4 luglio 1976 sul Circuito di Le Castellet. La gara è stata vinta dal britannico James Hunt su McLaren-Ford Cosworth; per il vincitore si trattò del terzo successo nel mondiale. Ha preceduto sul traguardo il francese Patrick Depailler  su Tyrrell-Ford Cosworth e l'altro britannico John Watson su Penske-Ford Cosworth. Il terzo posto fu sub judice fino al 22 luglio per una contestazione alla regolarità della monoposto di Watson.

## Vigilia

### Aspetti tecnici
La Ferrari testò dei piccoli parafanghi sulle ruote anteriori e l'uso del ponte De Dion al posteriore della monoposto.

### Aspetti sportivi
Il belga Jacky Ickx, dopo la vittoria alla 24 Ore di Le Mans, tornò sulla Wolf Williams; l'altro belga Patrick Nève sostituì Chris Amon alla Ensign (infortunato nel GP di Svezia e non in perfetta forma), dopo aver corso il GP del Belgio con la Brabham gestita dalla RAM e proprio alla RAM il britannico Damien Magee prese il posto di Jac Nellemann. L'unica partecipazione per Magee nel mondiale di F1 risaliva al Gran Premio di Svezia 1975, al volante di una Williams.
Venne iscritta una seconda Hesketh dal Penthouse Rizla Racing per Guy Edwards. Edwards mancava nel mondiale dal Gran Premio di Germania 1974, corso con una Lola della scuderia di Hill. Anche la Copersucar schierò nuovamente una seconda vettura, sempre per Ingo Hoffmann. Si rivide anche Henri Pescarolo, con la sua Surtees del Team Norev. Non si presentò invece la Boro.
Inizialmente venne annunciato dalla Ligier l'ingaggio, su una seconda vettura da affiancare a Jacques Laffite, dell'altro pilota francese Jean-Pierre Jarier, proveniente dalla Shadow. Jarier era stato preferito a Jean-Pierre Beltoise. Successivamente Jarier non venne confermato e, quindi, partecipò al gran premio con la scuderia anglo-statunitense.

## Qualifiche

### Resoconto
Nella prima parte delle prove del venerdì il miglior tempo fu fatto segnare da Carlos Pace su Brabham-Alfa Romeo. Al pomeriggio invece fu James Hunt a porsi in cima alla classifica, precedendo Niki Lauda di 28 centesimi, seguito da Patrick Depailler e Clay Regazzoni. L'austriaco era menomato da una leggera forma influenzale. Nella mattinata invece le Ferrari non si erano dimostrate particolarmente competitive.
Al sabato le condizioni della pista non furono tali da consentire ai piloti dei miglioramenti nei tempi del giorno precedente. Hunt conquistò così la quarta pole stagionale, la 75ª per una vettura motorizzata Ford Cosworth.

### Risultati
Nella sessione di qualifica si è avuta questa situazione:
| Pos | Nº | Pilota             | Costruttore                 | Tempo    | Griglia |
| --- | -- | ------------------ | --------------------------- | -------- | ------- |
| 1   | 11 | James Hunt         | McLaren-Ford Cosworth       | 1'47"89  | 1       |
| 2   | 1  | Niki Lauda         | Ferrari                     | 1'48"17  | 2       |
| 3   | 4  | Patrick Depailler  | Tyrrell-Ford Cosworth       | 1'48"59  | 3       |
| 4   | 2  | Clay Regazzoni     | Ferrari                     | 1'48"690 | 4       |
| 5   | 8  | Carlos Pace        | Brabham-Alfa Romeo          | 1'48"75  | 5       |
| 6   | 10 | Ronnie Peterson    | March-Ford Cosworth         | 1'49"07  | 6       |
| 7   | 5  | Mario Andretti     | Lotus-Ford Cosworth         | 1'49"19  | 7       |
| 8   | 28 | John Watson        | Penske-Ford Cosworth        | 1'49"22  | 8       |
| 9   | 3  | Jody Scheckter     | Tyrrell-Ford Cosworth       | 1'49"63  | 9       |
| 10  | 7  | Carlos Reutemann   | Brabham-Alfa Romeo          | 1'49"79  | 10      |
| 11  | 9  | Vittorio Brambilla | March-Ford Cosworth         | 1'49"79  | 11      |
| 12  | 6  | Gunnar Nilsson     | Lotus-Ford Cosworth         | 1'49"83  | 12      |
| 13  | 26 | Jacques Laffite    | Ligier-Matra                | 1'50"06  | 13      |
| 14  | 12 | Jochen Mass        | McLaren-Ford Cosworth       | 1'50"10  | 15      |
| 15  | 17 | Jean-Pierre Jarier | Shadow-Ford Cosworth        | 1'50"12  | 15      |
| 16  | 16 | Tom Pryce          | Shadow-Ford Cosworth        | 1'50"27  | 16      |
| 17  | 34 | Hans-Joachim Stuck | March-Ford Cosworth         | 1'50"31  | 17      |
| 18  | 19 | Alan Jones         | Surtees-Ford Cosworth       | 1'51"11  | 18      |
| 19  | 20 | Jacky Ickx         | Wolf Williams-Ford Cosworth | 1'51"41  | 19      |
| 20  | 35 | Arturo Merzario    | March-Ford Cosworth         | 1'51"79  | 20      |
| 21  | 30 | Emerson Fittipaldi | Copersucar-Ford Cosworth    | 1'52"11  | 21      |
| 22  | 21 | Michel Leclère     | Wolf Williams-Ford Cosworth | 1'52"29  | 22      |
| 23  | 18 | Brett Lunger       | Surtees-Ford Cosworth       | 1'52"41  | 23      |
| 24  | 38 | Henri Pescarolo    | Surtees-Ford Cosworth       | 1'52"60  | 24      |
| 25  | 25 | Guy Edwards        | Hesketh-Ford Cosworth       | 1'52"63  | 25      |
| 26  | 22 | Patrick Nève       | Ensign-Ford Cosworth        | 1'52"82  | 26      |
| NQ  | 33 | Damien Magee       | Brabham-Ford Cosworth       | 1'53"49  | NQ      |
| NQ  | 31 | Ingo Hoffmannn     | Copersucar-Ford Cosworth    | 1'53"78  | NQ      |
| NQ  | 24 | Harald Ertl        | Hesketh-Ford Cosworth       | 1'53"79  | 27      |
| NQ  | 32 | Loris Kessel       | Brabham-Ford Cosworth       | 1'55"30  | NQ      |

## Gara

### Resoconto
Al via Niki Lauda bruciò James Hunt, ponendosi alla testa della gara. Seguivano Clay Regazzoni, Patrick Depailler, Ronnie Peterson, John Watson e Jacques Laffite. Prese il via, pur non essendo qualificato, anche Harald Ertl, che era la terza riserva del gran premio. Nel corso del primo giro Peterson passò Depailler al termine del lungo rettifilo del Mistral, così come fece Jody Scheckter con Laffite. Il giro seguente il sudafricano passò anche Watson, mentre Laffite perse un'ulteriore posizione, a vantaggio di Pace.
Ertl terminò la sua gara al quinto giro per un guasto alla trasmissione, prima ancora di vedersi esposta la bandiera nera. Al giro 9 si chiuse la gara del battistrada, l'altro austriaco Niki Lauda, che fu costretto al ritiro con un motore fuori uso. La testa del gran premio fu presa da Hunt, seguito da Regazzoni, Peterson e Depailler. Nel corso dell'undicesimo giro Depailler si riprese la terza posizione a danno dello svedese della March. Peterson, pochi giri dopo, verrà passato anche dall'altro pilota della Tyrrell, Jody Scheckter.
Al 18º giro anche l'altro pilota della Scuderia Ferrari, Clay Regazzoni, venne tradito dal motore, mentre stava duellando, a distanza, con Hunt per la prima posizione.
Le posizioni di testa rimasero congelate fino al giro 29 quando Watson passò Ronnie Peterson, autore di un attacco non felice nei confronti di Scheckter. Il giro seguente, Laffite, che era settimo, commise un errore che lo costrinse a un testacoda. Perse così diverse posizioni. Pochi giri dopo Peterson, sfruttando a sua volta un tentativo di sorpasso non riuscito, ripassò Watson per la quarta piazza. Al 35º giro lo svedese passò finalmente anche Jody Scheckter, conquistando il terzo posto dietro a Hunt e Depailler. Intanto Watson dovette guardarsi dal ritorno di Carlos Pace.
Al giro 49 sia John Watson che Pace superarono Jody Scheckter, penalizzato da un problema tecnico. Tre giri i due passeranno anche Peterson, anche lui rallentato da un guasto tecnico, in questo caso all'alimentazione, che di fatto lo costrinse al ritiro a soli tre giri dal termine. Sempre nello stesso gitro Mario Andretti passò Scheckter per la quinta piazza.
Vinse James Hunt, per la terza volta nel mondiale, davanti a Patrick Depailler e John Watson, che colse così il primo podio per lui e la Penske.

### Risultati
I risultati del gran premio sono i seguenti:
| Pos | No | Pilota             | Costruttore                 | Giri | Tempi/Ritiro        | Pos.Griglia | Punti |
| --- | -- | ------------------ | --------------------------- | ---- | ------------------- | ----------- | ----- |
| 1   | 11 | James Hunt         | McLaren-Ford Cosworth       | 54   | 1:40'58"60          | 1           | 9     |
| 2   | 4  | Patrick Depailler  | Tyrrell-Ford Cosworth       | 54   | + 12"70             | 3           | 6     |
| 3   | 28 | John Watson        | Penske-Ford Cosworth        | 54   | + 23"55             | 8           | 4     |
| 4   | 8  | Carlos Pace        | Brabham-Alfa Romeo          | 54   | + 24"82             | 5           | 3     |
| 5   | 5  | Mario Andretti     | Lotus-Ford Cosworth         | 54   | + 43"92             | 7           | 2     |
| 6   | 3  | Jody Scheckter     | Tyrrell-Ford Cosworth       | 54   | + 55"07             | 9           | 1     |
| 7   | 34 | Hans-Joachim Stuck | March-Ford Cosworth         | 54   | + 1'21"55           | 17          |       |
| 8   | 16 | Tom Pryce          | Shadow-Ford Cosworth        | 54   | + 1'30"67           | 16          |       |
| 9   | 35 | Arturo Merzario    | March-Ford Cosworth         | 54   | + 1'53"57           | 20          |       |
| 10  | 20 | Jacky Ickx         | Wolf Williams-Ford Cosworth | 53   | + 1 Giro            | 19          |       |
| 11  | 7  | Carlos Reutemann   | Brabham-Alfa Romeo          | 53   | + 1 Giro            | 10          |       |
| 12  | 17 | Jean-Pierre Jarier | Shadow-Ford Cosworth        | 53   | + 1 Giro            | 15          |       |
| 13  | 21 | Michel Leclère     | Wolf Williams-Ford Cosworth | 53   | + 1 Giro            | 22          |       |
| 14  | 26 | Jacques Laffite    | Ligier-Matra                | 53   | + 1 Giro            | 13          |       |
| 15  | 12 | Jochen Mass        | McLaren-Ford Cosworth       | 53   | + 1 Giro            | 14          |       |
| 16  | 18 | Brett Lunger       | Surtees-Ford Cosworth       | 53   | + 1 Giro            | 23          |       |
| 17  | 25 | Guy Edwards        | Hesketh-Ford Cosworth       | 53   | + 1 Giro            | 25          |       |
| 18  | 22 | Patrick Nève       | Ensign-Ford Cosworth        | 53   | + 1 Giro            | 26          |       |
| 19  | 10 | Ronnie Peterson    | March-Ford Cosworth         | 51   | Alimentazione       | 6           |       |
| Rit | 19 | Alan Jones         | Surtees-Ford Cosworth       | 44   | Sospensione         | 18          |       |
| Rit | 9  | Vittorio Brambilla | March-Ford Cosworth         | 28   | Pressione dell'olio | 11          |       |
| Rit | 30 | Emerson Fittipaldi | Copersucar-Ford Cosworth    | 21   | Pressione dell'olio | 21          |       |
| Rit | 38 | Henri Pescarolo    | Surtees-Ford Cosworth       | 19   | Sospensione         | 24          |       |
| Rit | 2  | Clay Regazzoni     | Ferrari                     | 17   | Motore              | 4           |       |
| Rit | 1  | Niki Lauda         | Ferrari                     | 8    | Motore              | 2           |       |
| Rit | 6  | Gunnar Nilsson     | Lotus-Ford Cosworth         | 8    | Cambio              | 12          |       |
| Rit | 24 | Harald Ertl        | Hesketh-Ford Cosworth       | 4    | Differenziale       | 27          |       |
| NQ  | 33 | Damien Magee       | Brabham-Ford Cosworth       |      |                     |             |       |
| NQ  | 31 | Ingo Hoffmannn     | Copersucar-Ford Cosworth    |      |                     |             |       |
| NQ  | 32 | Loris Kessel       | Brabham-Ford Cosworth       |      |                     |             |       |

## Statistiche
Piloti
- 3ª vittoria per James Hunt
- 1° podio per John Watson
- 50º Gran Premio per Henri Pescarolo
- Ultimo Gran Premio per Michel Leclère e Damien Magee

Costruttori
- 17° vittoria per la McLaren
- 1° podio per la Penske
- 60° podio per la McLaren

Motori
- 89° vittoria per il motore Ford Cosworth
- 75ª pole position per il motore Ford Cosworth
- 250º Gran Premio per il motore Ferrari

Giri al comando
- Niki Lauda (1-8)
- James Hunt (9-54)

## Classifiche

### Piloti
| Pos | Pilota             | Punti |
| --- | ------------------ | ----- |
| 1   | Niki Lauda         | 52    |
| 2   | James Hunt         | 26    |
| 3   | Patrick Depailler  | 26    |
| 4   | Jody Scheckter     | 24    |
| 5   | Clay Regazzoni     | 16    |
| 6   | Jacques Laffite    | 10    |
| 7   | Jochen Mass        | 10    |
| 8   | John Watson        | 6     |
| 9   | Hans-Joachim Stuck | 6     |
| 10  | Tom Pryce          | 4     |
| 11  | Gunnar Nilsson     | 4     |
| 12  | Carlos Pace        | 4     |
| 13  | Carlos Reutemann   | 3     |
| 14  | Mario Andretti     | 3     |
| 15  | Alan Jones         | 2     |
| 16  | Chris Amon         | 2     |
| 17  | Emerson Fittipaldi | 2     |

### Costruttori
| Pos | Costruttore              | Punti |
| --- | ------------------------ | ----- |
| 1   | Ferrari                  | 55    |
| 2   | Tyrrell -Ford Cosworth   | 37    |
| 3   | McLaren-Ford Cosworth    | 31    |
| 4   | Ligier-Matra             | 7     |
| 5   | March-Ford Cosworth      | 6     |
| 6   | Lotus-Ford Cosworth      | 6     |
| 7   | Brabham-Alfa Romeo       | 6     |
| 8   | Penske-Ford Cosworth     | 6     |
| 9   | Shadow-Ford Cosworth     | 4     |
| 10  | Surtees-Ford Cosworth    | 2     |
| 11  | Ensign-Ford Cosworth     | 2     |
| 12  | Copersucar-Ford Cosworth | 2     |
| 13  | Parnelli-Ford Cosworth   | 1     |

## Decisioni della FIA
Al termine della gara vennero effettuati dei controlli tecnici sulle vetture. Venne così squalificato John Watson, giunto terzo, in quanto sulla sua Penske l'alettone era più alto di quanto consentito di circa 1,5 cm.
Il giorno seguente la CSI decise però di riammettere nella classifica del GP di Spagna le vetture di James Hunt (che era giunto primo) e quella di Jacques Laffite, secondo il principio che le violazioni del regolamento tecnico non avevano modificato le prestazioni delle monoposto. Ciò fece sperare la Penske per uno stesso trattamento nei confronti della vettura di Watson.
Il 22 luglio la Federazione Francese dell'Automobilismo riammise Watson in classifica.